# XVIIe siècle en Lorraine

Cette page est une liste d'événements qui se sont produits au XVIIe siècle en Lorraine.

## Éléments de contexte
- Le début de ce siècle est marqué par de nombreuses épidémies, la peste en particulier. La population de Nancy est passée de 16 000 habitants en 1628 à 5000 en 1656.

## Événements

### XVIIesiècle

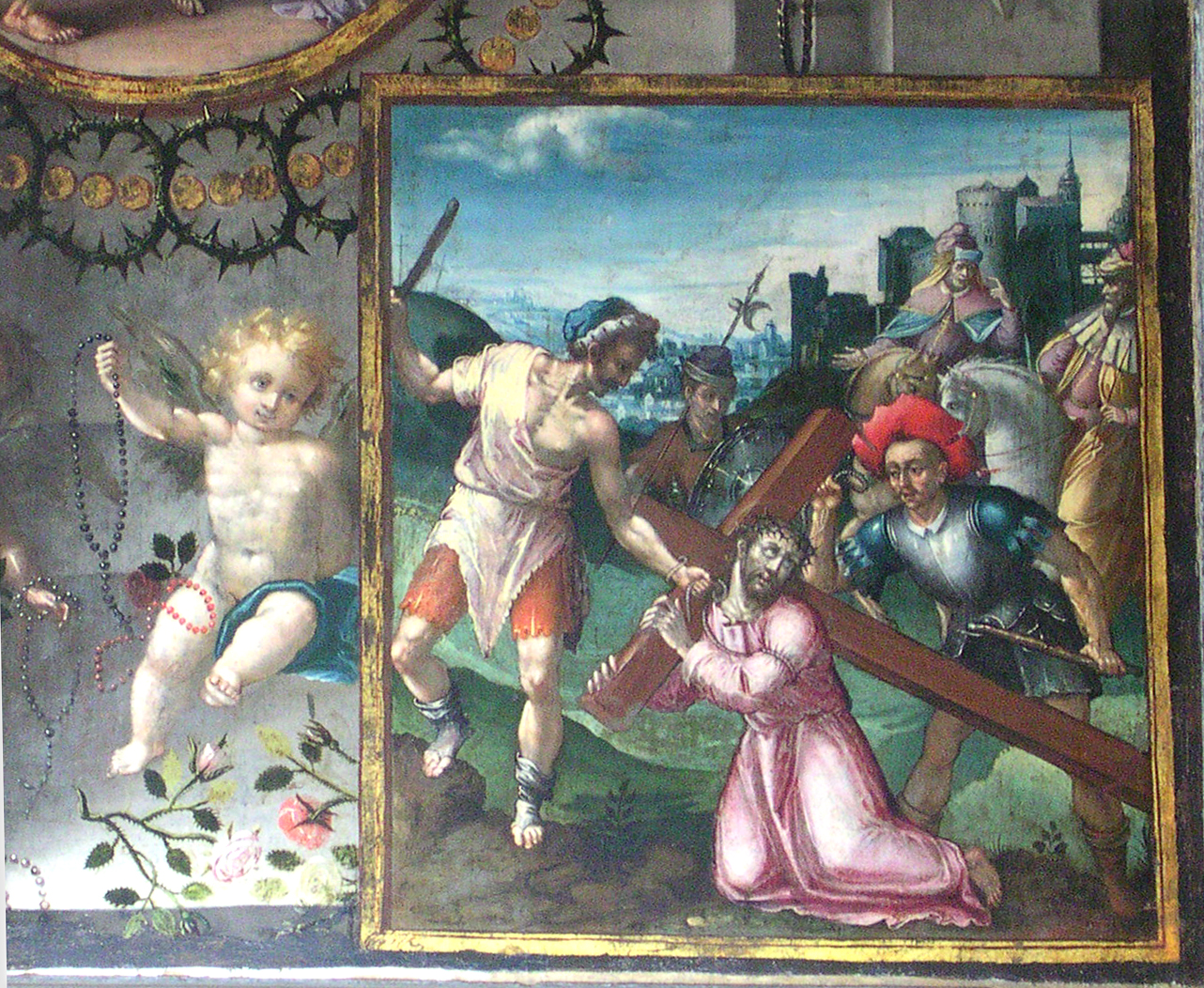
Le château d’Épinal au XVIIe siècle. Extrait d’un tableau de Nicolas Bellot représentant la Passion du Christ. L’artiste a symbolisé Jérusalem par le château d’Épinal. Le tableau est exposé dans la basilique Saint-Maurice.

- L’université de Pont-à-Mousson se développe rapidement pour compter jusqu’à 2 100 étudiants[1]
- À la suite de la décision de l'abbé de Sainte-Marie-au-Bois, Servais de Lairuelz, de transférer son abbaye à Pont-à-Mousson, une première abbaye fut construite au début du XVIIe siècle sur l'emplacement actuel de l'Abbaye des Prémontrés, à proximité de l'université fondée par les Jésuites.

#### Années 1600

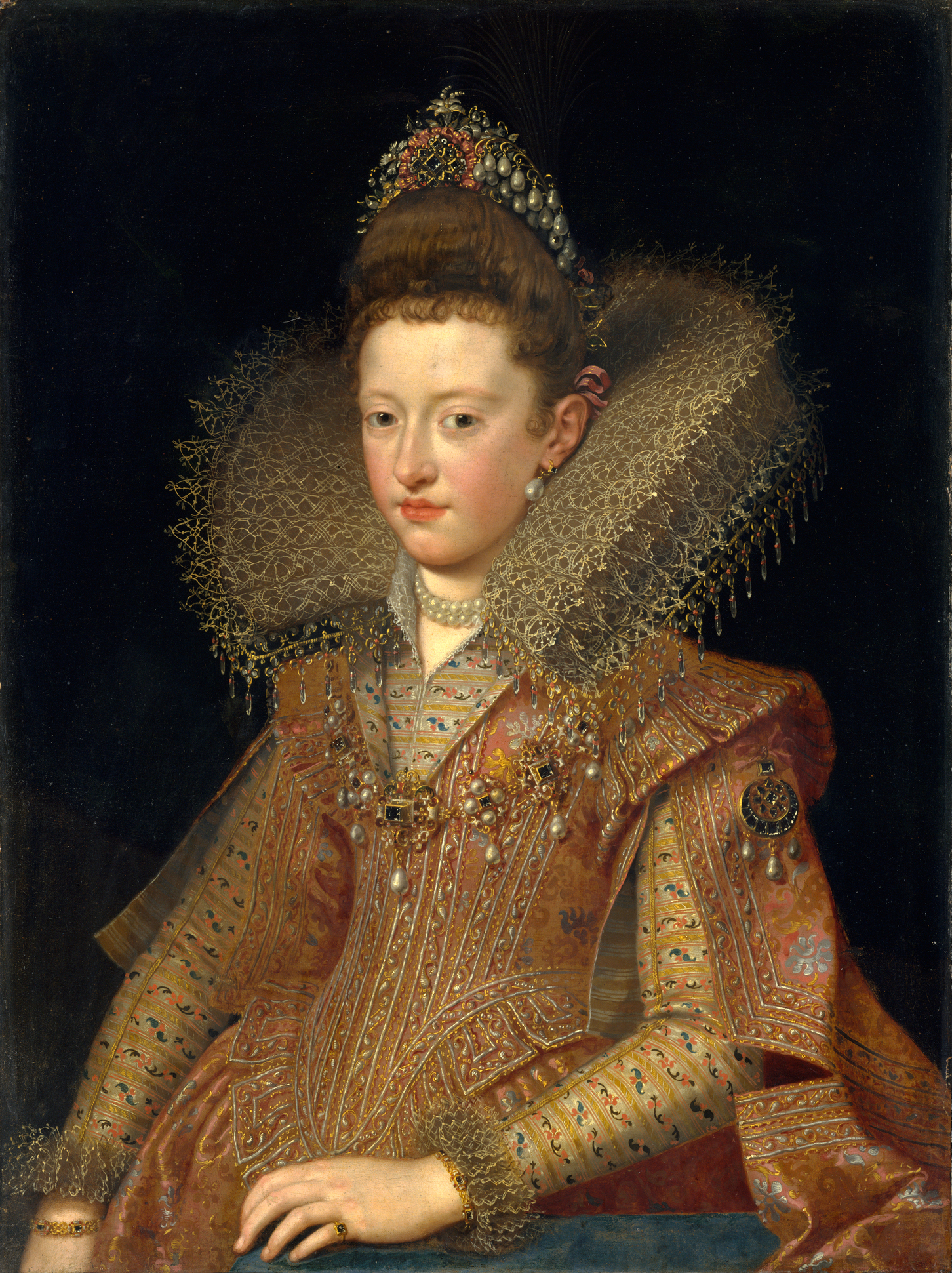
Margueritte de Gonzague

- 1601 : Charles de Lorraine, cardinal-évêque de Metz fait rédiger la coutume de l'évêché de Metz en 1601[2], elle y sera appliquée jusqu'à la publication du code civil.
- 1602 : Jacques Bellange est appelé au palais ducal de Nancy pour y réaliser le décor du cabinet de Catherine de Bourbon, belle-fille du duc Charles III de Lorraine.
- 1604 : au décès de Catherine de Bourbon, Henri II est veuf.
- 1604 : achèvement de la construction de l'actuel immeuble du Conseil de Prud'hommes à Bar-le-Duc[3].
- 1606 : Henri II se remarie avec Marguerite de Gonzague, une toute jeune nièce de la reine de France, Marie de Médicis.
- 1608 : Henri II devient Duc de Lorraine et comte de Bar; à l'âge de quarante-cinq ans et, sans réelle expérience politique, tomba sous l'influence de favoris dont le plus connu est son cousin Louis de Guise, baron d'Ancerville, fils naturel du cardinal de Guise.

#### Années 1610
- 1612 : le duc de Lorraine achète le marquisat de Nomeny.
- 1618 : 
  - Catherine de Lorraine, ayant le souci de conserver dans le patrimoine familial sa riche abbaye, nomme coadjutrice suivant l'usage de l'époque sa nièce de 3 ans Marguerite de Lorraine, fille cadette de son frère François de Lorraine, comte de Vaudémont.
  - À la suite de la deuxième Défenestration de Prague qui entraîna le début de la guerre de Trente Ans, Henri II garde une position neutre et cherche à jouer un rôle d'apaisement auprès des ennemis.

#### Années 1620

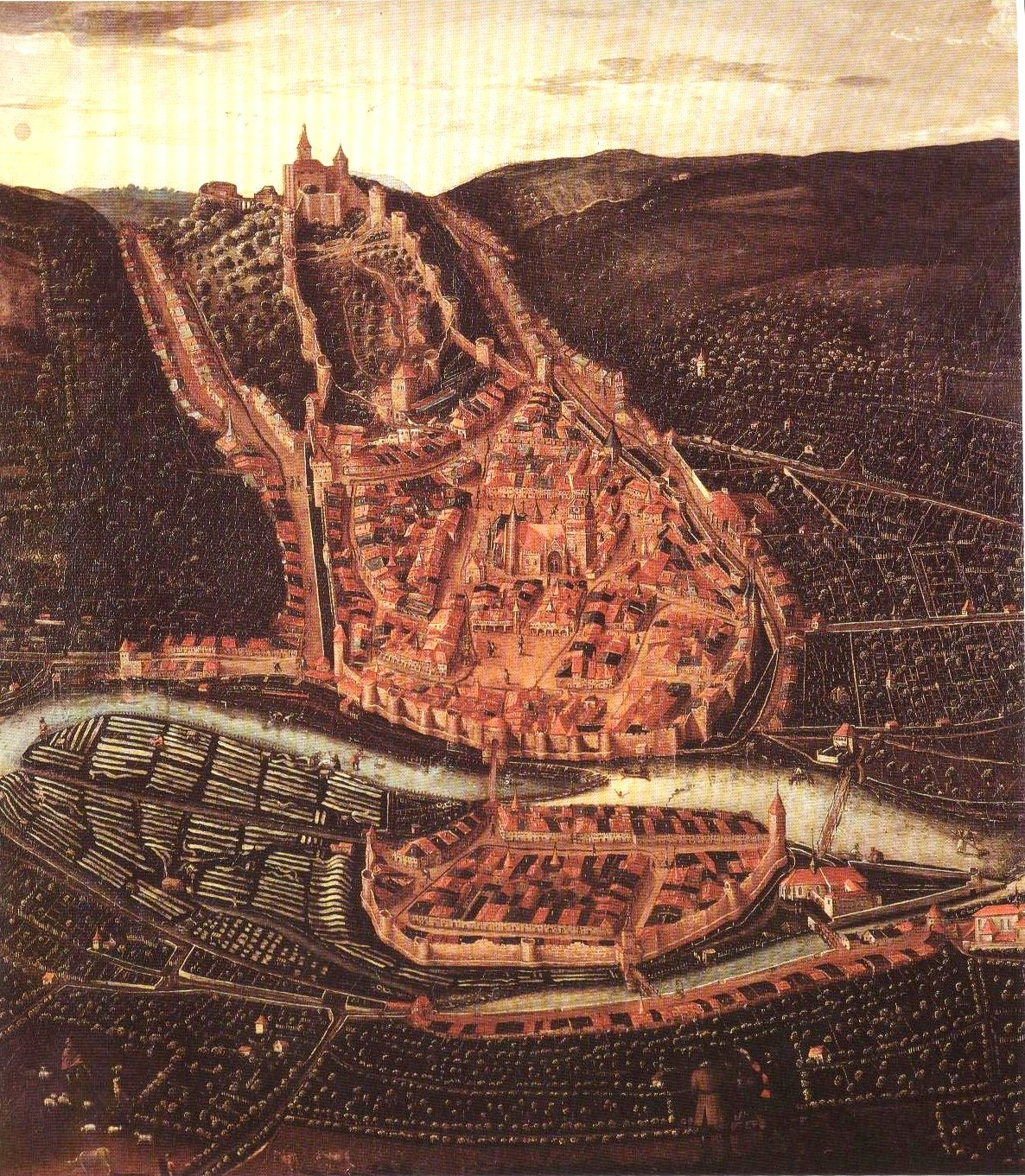
Épinal - Tableau de Nicolas Bellot (1626).

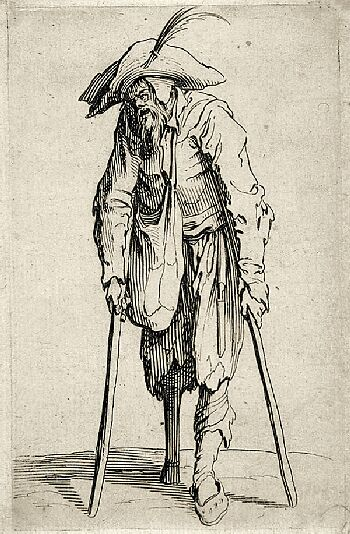
Dessin de Jacques Callot - 1622

- 1621 : La famille ducale et la noblesse s'étant opposé au mariage de la princesse Nicole avec le baron d'Ancerville, la princesse, âgée de 13 ans, est mariée à son cousin germain le prince Charles de Lorraine-Vaudémont. Il est convenu qu'à la mort du duc Henri II, les époux régneront conjointement, le prince Charles reconnaissant tenir ses droits de son mariage.
- 1622 : 
  - Ernst von Mansfeld pille la Lorraine.
  - Sous le règne du duc Henri II, le pape Grégoire XV donne à la Lorraine l'église Saint-Nicolas, située à proximité de la place Navone. L'église est reconstruite par l'architecte François Desjardins et fut achevée en 1632 ; elle prit alors le nom de Saint-Nicolas-des-Lorrains permettant ainsi aux duchés de Lorraine et de Bar d'être représentés, de façon autonome, auprès du Saint-Siège.
- 1624, 31 juillet : à la mort d'Henri II, sa fille, Nicole et son gendre, Charles IV de Lorraine, montent sur le trône et règnent conjointement. La duchesse Nicole a la préséance sur son mari.
- 1625 :
  - 12 mars : le rhingrave Philippe-Othon, converti au catholicisme après un voyage à Rome, par un édit en date du 12 mars 1625, interdit l'exercice du calvinisme, ferme les temples, bannis les pasteurs et maîtres d'école protestants et ordonne aux habitants de se faire instruire dans la foi catholique dans le délai d'une année, sous peine de bannissement. Le résultat de cet édit est la migration massive de la communauté protestante de Badonviller vers Sainte-Marie-aux-Mines, territoire limitrophe du duché de Lorraine.
  - 21 novembre : en raison de la découverte d'un testament de René II de Lorraine précisant que les femmes n'ont pas droit à la succession, son mari, Charles IV de Lorraine revendique la couronne pour son père, François de Vaudémont, frère du défunt duc Henri II. Les députés acceptent, instaurant ainsi la loi salique. La succession du duché de Lorraine se fait désormais de père en fils. La duchesse Nicole et le duc Charles IV abdiquent en faveur de leu oncle et père. Le nouveau duc prend le nom de François II de Lorraine.
  - 26 novembre : le duc François II abdique en faveur de son fils qui redevient seul duc sous le nom de Charles IV de Lorraine. Le nouveau duc cherche en vain à faire annuler son mariage.
- 1626 : sous l'égide de la comtesse-douairière de Haraucourt est fondé le premier couvent de l'ordre de la Visitation des Duchés à Pont-à-Mousson.
- 1627 : la peste fait son apparition entre Lunéville et Saint-Nicolas-de-Port, dans la vallée de la Meurthe.
- 1628 : Jacques Callot dessine le siège de La Rochelle.
- 1629 : 
  - Épinal est atteinte par une épidémie extrêmement violente de peste pendant les mois de juillet, août et septembre.
  - En septembre, Gaston de France, unique frère du roi Louis XIII et héritier du trône de France, se réfugie en Lorraine. Accueilli en grande pompe, il y rencontre de celle qu'il appellera toute sa vie l'Ange, la jeune Marguerite, sœur du duc Charles.

#### Années 1630

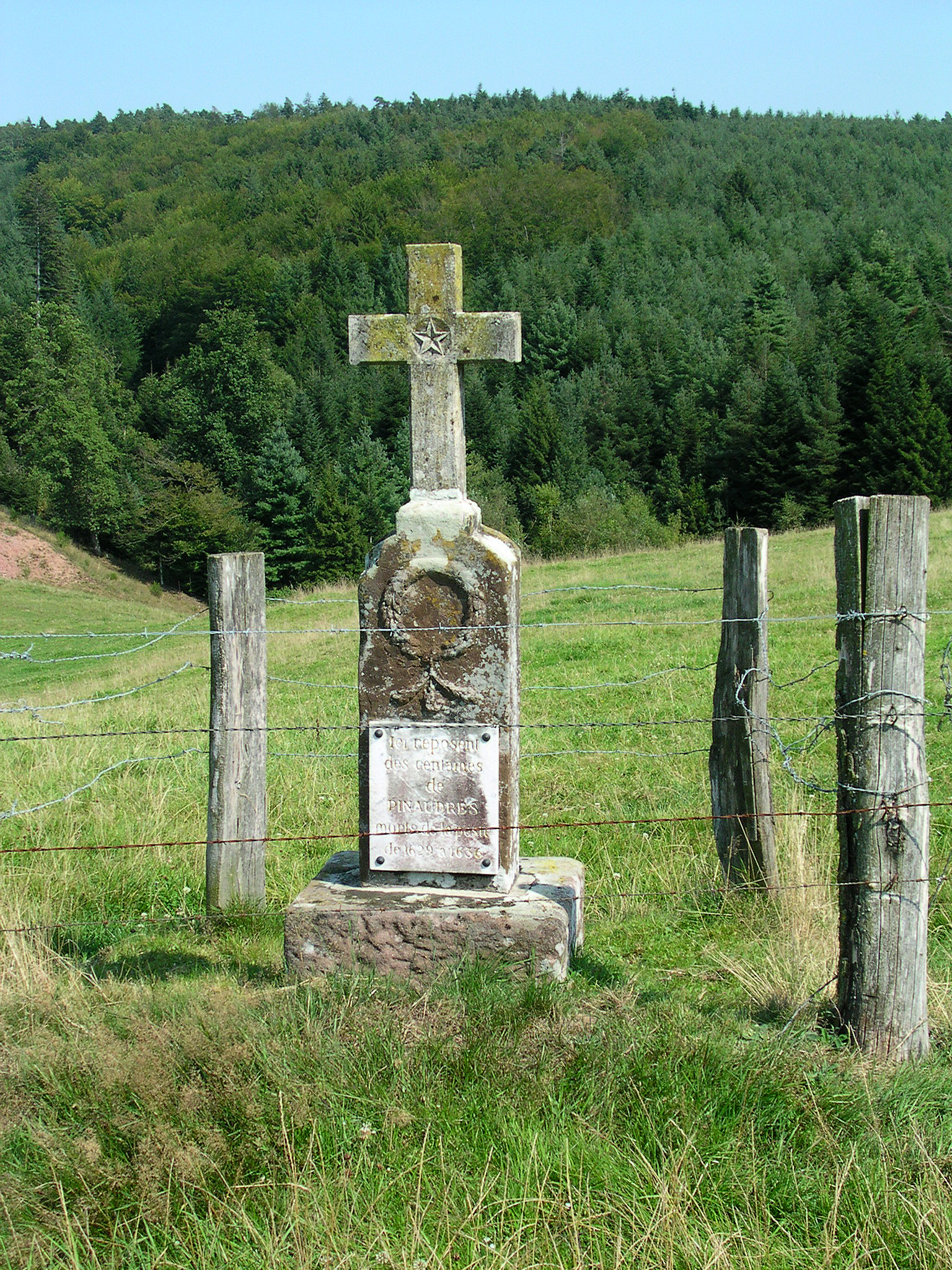
Épinal : la croix des pestiférés à la Quarante-Semaine. La croix se situe à l’endroit où ont été inhumées les victimes de l’épidémie de peste de 1636.

##### 1630
- la peste s'étend à Metz, Verdun, Bar, Saint-Dié, Épinal, Lunéville et Nancy. Fuyant la peste la cour de Lorraine quitte le palais ducal pour Lunéville.

##### 1631
- le duc de Lorraine Charles IV de Lorraine fonde la chartreuse de Bosserville achevée en 1666[4].

##### 1632
- désertés pour cause de peste les centres urbains sont déserts, l'herbe pousse dans les rues de la vieille ville de Nancy[5].
- 3 janvier : "Monsieur", Gaston d'Orléans, épouse la princesse Marguerite de Lorraine, contre l'avis de son frère aîné, le roi de France Louis XIII, et donc contre "l'intérêt du royaume"[6].
- 6 janvier : Traité de Vic avec la France qui impose la neutralité au duc de Lorraine. Marsal est abandonnée au roi.
- 19 janvier : Gaston d'Orléans, après avoir épousé secrètement Marguerite de Lorraine à Nancy (3 janvier) arrive au Luxembourg.
- 26 mars : Charles IV reconnait par lettre patente les 32 religieuses de l’Annonciade sous la direction de la mère supérieure Seguin (ce couvent se situait sur la place du marché couvert)[7].

##### 1633
- 15 janvier : le parlement de Metz est créé par Louis XIII. L'édit de création précise que les évêques de Metz, Toul et Verdun, l'abbé de Saint-Arnoul de Metz et le gouverneur de Metz sont et demeurent des conseillers nés du parlement de Metz[8]. Le roi a accordé à ce parlement les mêmes droits, honneurs, prérogatives et privilèges qu'aux autres parlements de France.
- 30 juillet : le Parlement de Paris prononce la confiscation du Barrois. Deux jours plus tard les troupes françaises commencent à prendre les villes dont Bar-le-Duc et le 26 août mettent le siège devant Nancy. Le 30 septembre Charles IV par le traité de Charmes livre sa capitale. Seules résistent quelques places fortes, telles que Bitche, la porte nord-est du duché, et La Mothe, la porte sud.
- Septembre, début du siège de Nancy : Louis XIII ordonne de brûler les moulins, occuper les châteaux, couper les ponts et construire retranchements et forts en mobilisant six mille soldats et dix mille paysans de Lorraine et de Champagne.
- Louis XIII prend Nancy après en avoir fait le siège. Il demande à Jacques Callot d'en faire le dessin. Patriote, l'artiste prétend qu'il préférerait  perdre n bras.
- Épinal est attaquée par les troupes françaises du maréchal Caumont de La Force. La ville se rend sans combattre ce qui lui permet de négocier des conditions favorables (proclamation du 17 septembre 1633).
- 20 septembre : le traité de Charmes, prévoit notamment le désarmement des troupes du duc de Lorraine et l'occupation d'une grande partie de la ville de Nancy, de ses points-clés et de ses alentours par les troupes françaises.

##### 1634
- 19 janvier : Le duc Charles IV abdique en faveur de son frère Nicolas-François de Lorraine. Celui renonce à la pourpre pour épouser sa cousine Claude-Françoise de Lorraine, soeur de l'ex-duchesse Nicole et potentielle héritière du trône.
- 1er avril: fuite du duc Nicolas-François et de la duchesse Claude-Françoise qui se réfugient en Toscane puis en Bavière avant de fixer leur résidence à Vienne. L'ex-duchesse Nicole est emmenée à Paris par les troupes du roi de France. L'ex-duc Charles IV se met au service du roi d'Espagne.
- siège de La Mothe par le maréchal de La Force, défendue par Antoine de Choiseul seigneur d'Ische commandant une garnison de 400 hommes, la forteresse se rend le 21 juillet[9];
- le parlement déclare non valable le second mariage de Gaston d’Orléans. Il condamne Charles IV de Lorraine pour félonie et rapt (de Gaston) et réunit le Barrois au royaume.
- Août : le bailliage de Metz, ancienne entité administrative des Trois-Évêchés, existe de 1634 à 1790[10]..

##### 1635

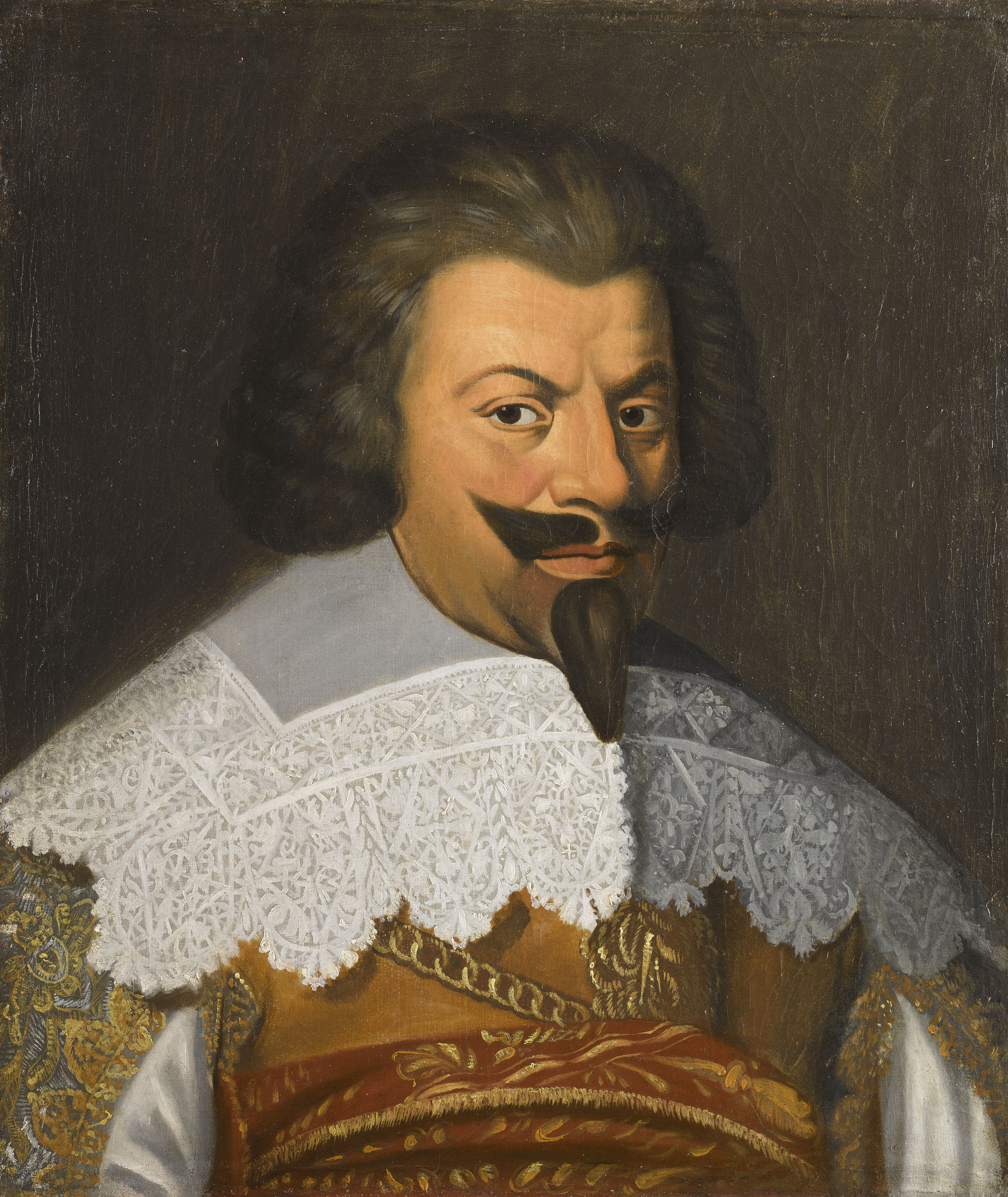
Jean de Werth

- le maréchal de La Force empêche Jean de Werth et la ligue catholique d’occuper Épinal. La ville est assiégée par Charles IV, installé à Rambervillers. La défense de la ville est sous les ordres du colonel Gassion. Charles IV doit se replier en novembre sur Besançon sans prendre la ville.
- Saint-Nicolas-de-Port, Briey, sont saccagées par les Suédois alliés aux français[11].
- 28 mars : décès de Jacques Callot.
- D'août à décembre, Nancy enregistre 1000 morts de la peste[12].

##### 1636
- À la suite d'un hiver doux, la peste se réactive, elle fut appelée peste suédoise.
- La  "peste  suédoise"  (qui tire son nom de la venue de troupes suédoises) provoque une très forte mortalité
  - à Metz, on lui attribue 1782  des  4430  décès  enregistrés  cette  année-là
  - Épinal est touchée également. La mortalité est énorme, à la fin de l’épidémie, il ne reste que 1 000 habitants dans la ville.
  - Nancy enregistre 950 morts.

##### 1638

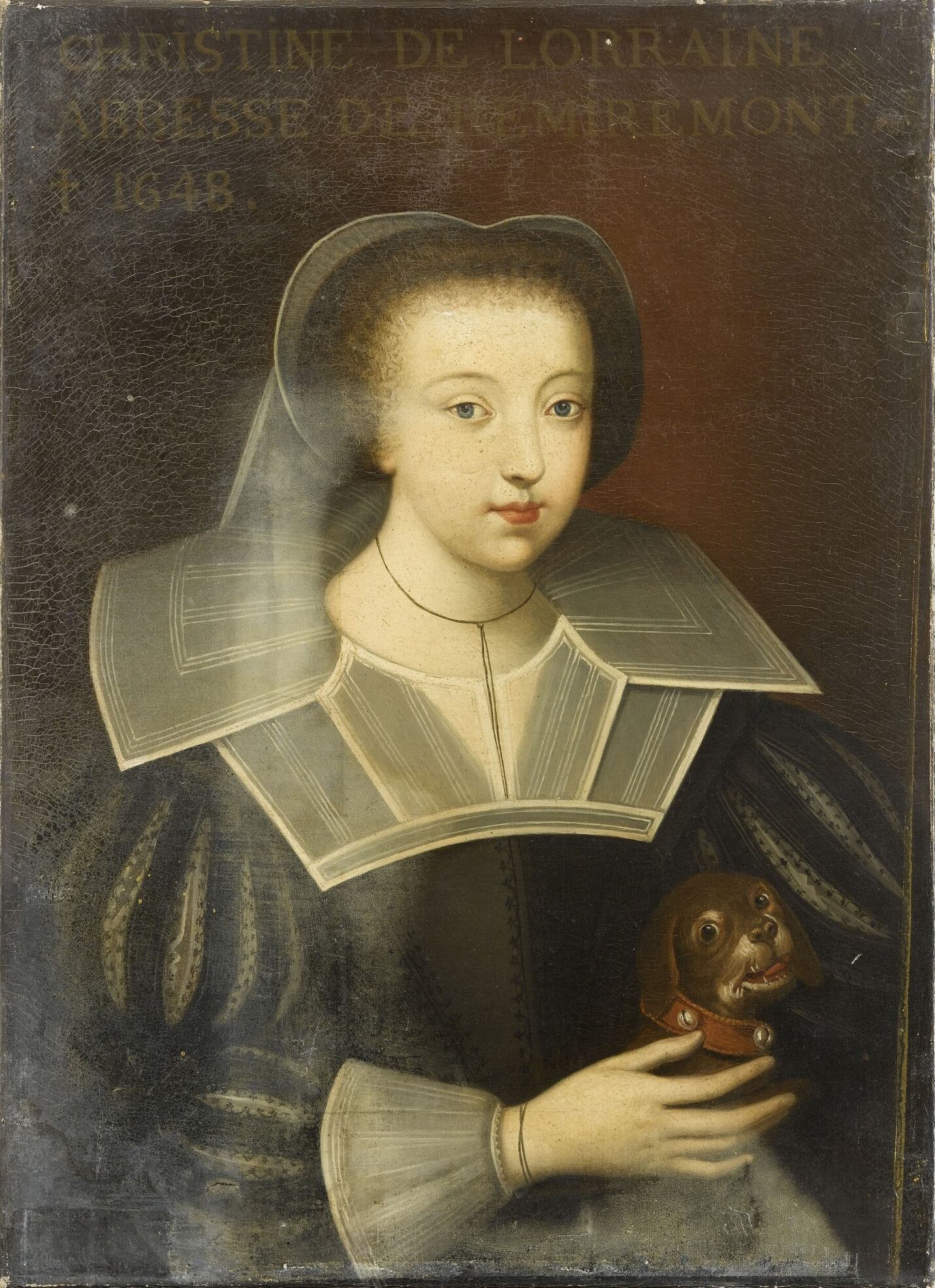
Catherine de Lorraine

- Richelieu fait démanteler le château de Vaudémont.
- Face aux troupes françaises de Turenne qui risquent de prendre la ville, Catherine de Lorraine parvient à mobiliser ses dames à des travaux de terrassement et galvanise à ce point la population que le valeureux homme de guerre renonce à poursuivre le siège de la cité de Remiremont.

##### 1639
- 28 novembre : Catherine de Lorraine fait ratifier un traité par le roi de France et son neveu Charles IV de Lorraine qui proclama la neutralité des villes vosgiennes Épinal, Saint-Dié, Bruyères, Arches et... Remiremont.
- 29 décembre : Naissance du prince Ferdinand, fils aîné du duc Nicolas-François.

#### Années 1640

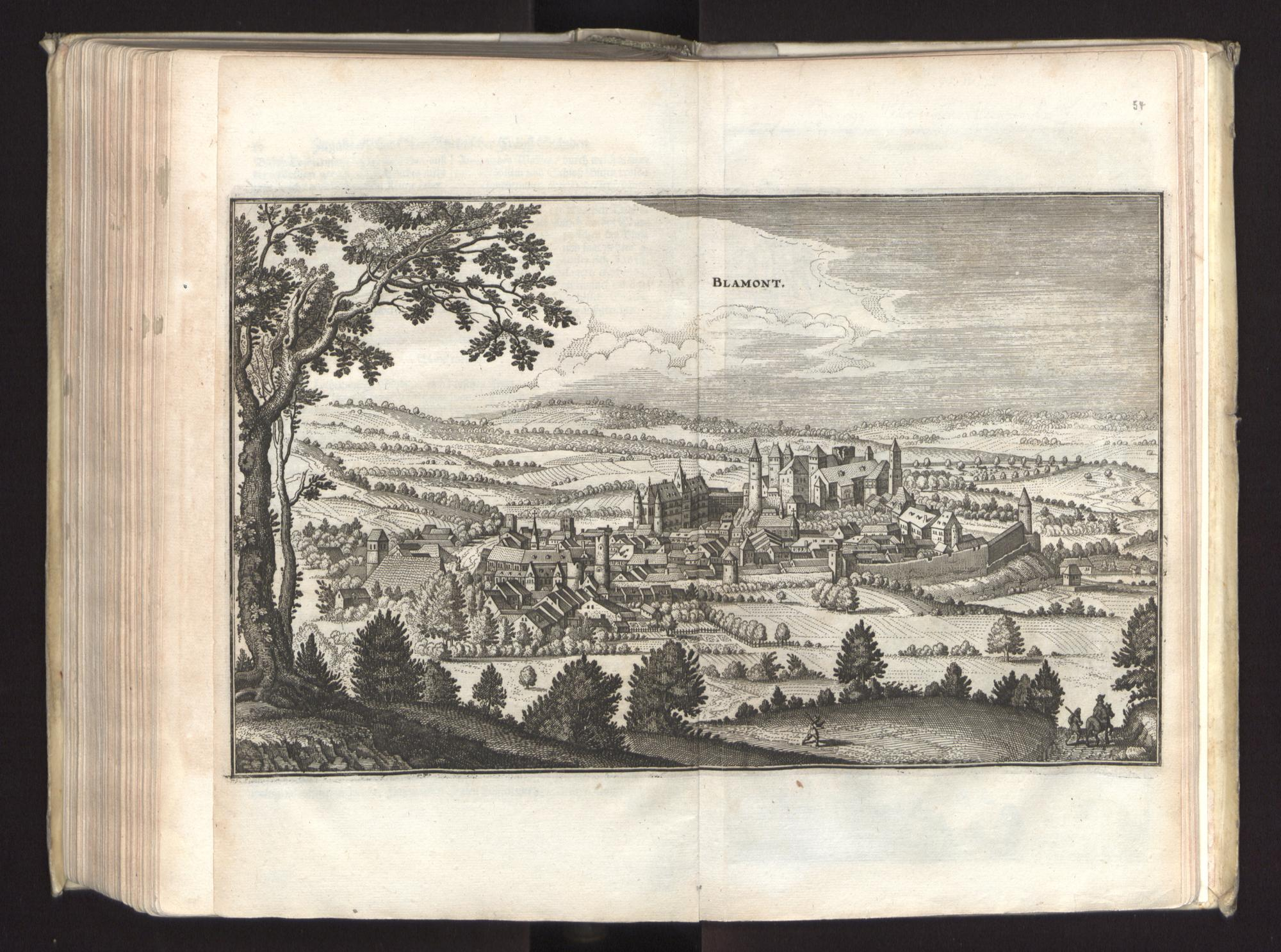
Vue de Blâmont et son château en 1645

- 1641, 2 avril : Louis XIII et Charles IV signent la paix de Saint-Germain. Malgré son abdication, le duc retrouve son trône et ses états mais doit accepter le protectorat de la France. Le traité de Paix ne durera que quatre mois.
- 1643, 3 avril : naissance à Vienne de Charles- Léopold de Lorraine, second fils du duc Nicolas-François. Le roi de France reconnaît le mariage de son frère. La duchesse d'Orléans entre en France et est reçue à la cour.
- 1645 : 
  - après un second siège, La Mothe est détruite.
  - Charles-Léopold de Lorraine reçoit l'abbaye de Gorze
- 1648 : 
  - Charles-Léopold de Lorraine est nommé grand prévôt du Chapitre canonial de Saint-Dié
  - les traités de Westphalie officialisent l'annexion des Trois-Évêchés de Metz, Toul et Verdun occupés depuis 1552 par Henri II.
  - décès de Catherine de Lorraine.
  - Attaquée par les Français, Longwy est occupée jusqu’en 1660 avant d’être rendue au duc de Lorraine Charles IV.
  - Toul est définitivement annexée à la France, en vertu du traité de Westphalie.

#### Années 1650
- 1650, 16 août : la France est affaiblie par la Fronde, les troupes de Charles IV commandées par le colonel Lhuiller reprennent Épinal avec l’aide des habitants.
- 1657 : les reliques de sainte Libaire sont envoyées aux chanoines de Saint-Léon à Toul, pour être soustraites aux pillages de mercenaires protestants allemands qui ravageaient périodiquement la Lorraine.
- 1658 : François-Egon de Fürstenberg devient évêque de Metz.
- 1659 : le traité des Pyrénées rend la Lorraine à son duc.

#### Années 1660
- 1660 :

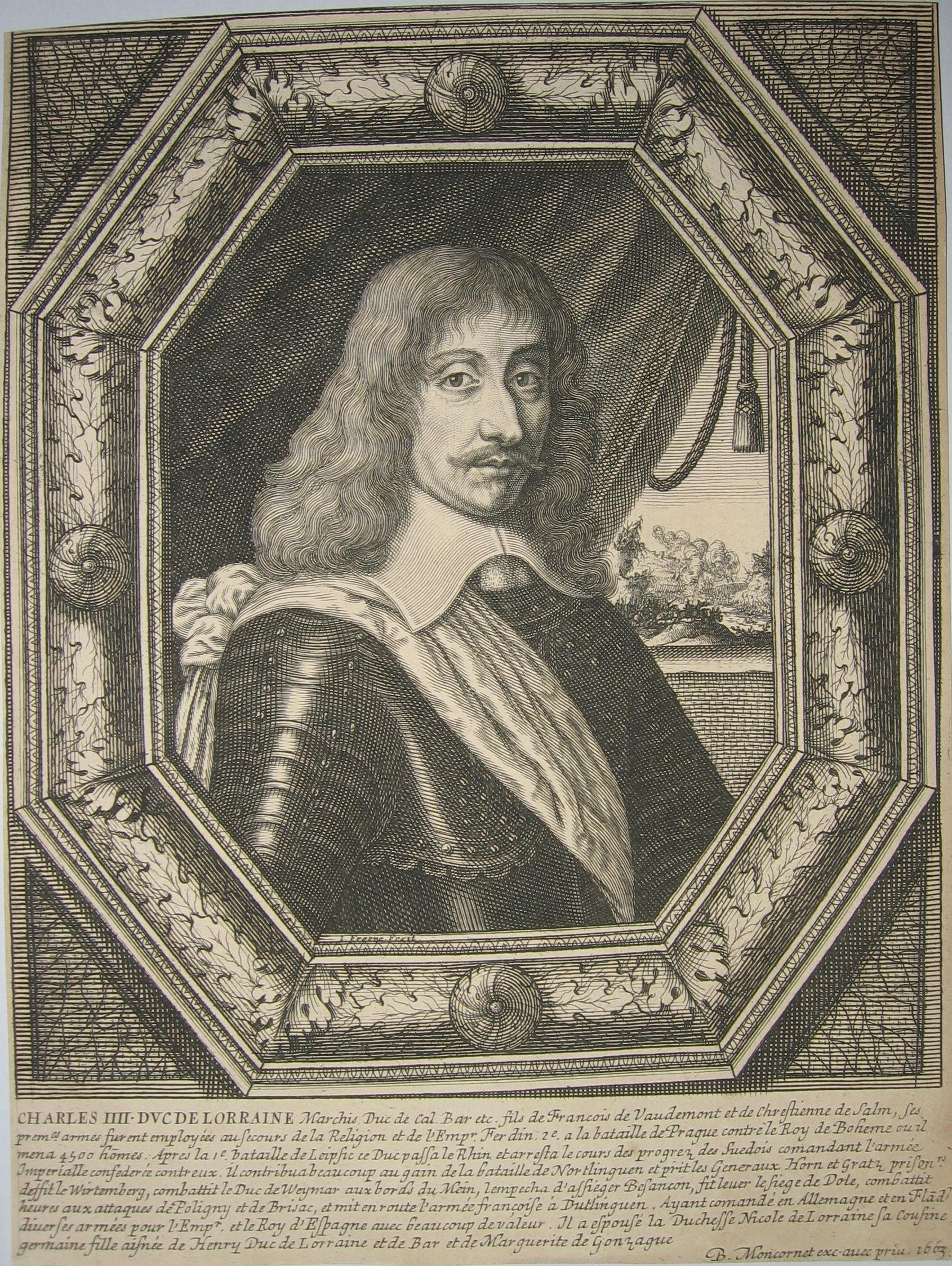
Charles IV de Lorraine

  - la France rend Longwy au duc de Lorraine Charles IV.
  - Les Français démantèlent la forteresse de Briey.
- 1661 , 28 février : traité de Vincennes entre Louis XIV et Charles IV de Lorraine. Il rend au duché de Lorraine son indépendance et Charles IV reprend le gouvernement de ses États.
- 1663, 28 septembre : Guillaume-Egon de Fürstenberg devient prince-évêque de Metz.
- 1662 : Charles V de Lorraine est fiancé à Marie-Jeanne-Baptiste de Savoie, parente du roi Louis XIV de France.
- 1664, 1er août : Charles V de Lorraine s'illustre à la bataille de Saint-Gothard contre les Turcs.
- 1665 : Charles V de Lorraine s'oppose ouvertement au traité de Montmartre, par lequel son oncle Charles IV, contraint et forcé par les armes, cède la Lorraine et le Barrois à la France contre des intérêts médiocres.
- 1666 : 
  - naissance à Longwy de Claude Florimond de Mercy (décédé en 1734), Generalfeldmarschall du Saint Empire.
  - Fin de la première phase de construction de la Chartreuse de Bosserville.
- 1669 : Georges d'Aubusson de La Feuillade (né en 1609 ; mort le 12 mai 1697 à Metz) devient évêque de Metz.

#### Années 1670

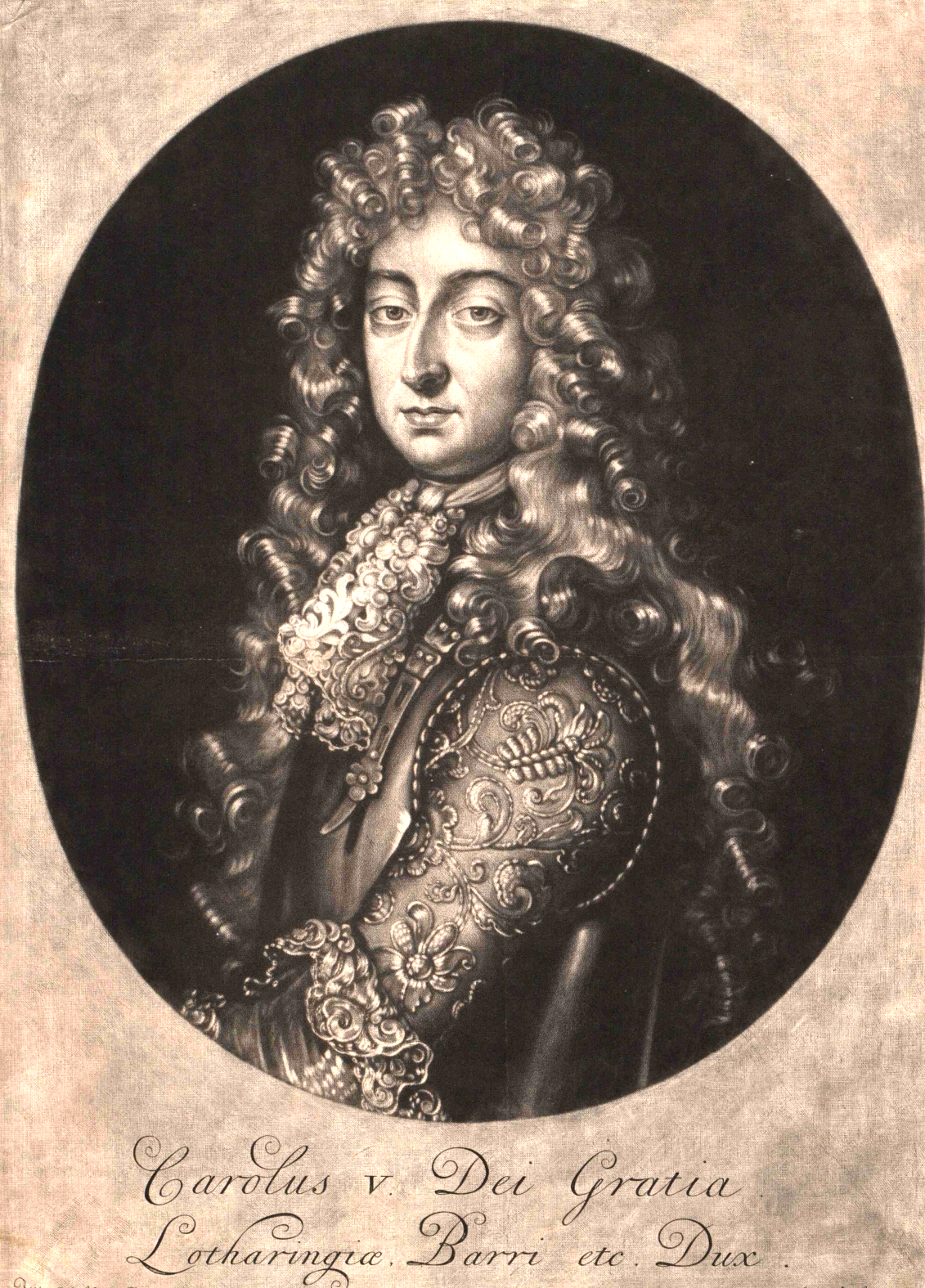
Charles V de Lorraine

- 1670 : les Français prennent la ville de Nancy, Charles IV se réfugie à Épinal. La ville défendue par le Lorrain comte de Tornielle est attaquée par les troupes du maréchal de Créqui. La France s'empare une troisième fois de la Lorraine.
- 1671 : érection en cure de la paroisse de Clefcy
- 1673, 22 septembre : l'édit de Nancy met au point l'enrôlement général des gens de mer. Première mesure sociale spécifique aux marins : la création de la Caisse des Invalides de la Marine Royale destinée à secourir les marins blessés ou invalides.
- 1675, septembre : Charles V de Lorraine est nommé généralissime des armées impériales; il prend aussi le titre de duc de Lorraine et de Bar, son oncle Charles IV étant mort le même mois. Tous les États européens le reconnurent comme tel, à l'exception de la France, qui occupait les duchés.
- 1678 : 
  - Charles V de Lorraine épouse Éléonore d'Autriche (1653-1697), « reine douairière de Pologne ».
  - 16 novembre : le traité de Nimègue officialise l'appartenance de Longwy à a France.
- 1679 : Signature entre la France et le Saint-Empire romain germanique du traité de paix (en latin) de Nimègue, le 5 février. L'article XIII donne Nancy et sa banlieue à la France, et les premiers articles suivants instaurent quatre couloirs qui relient la ville à des villes déjà françaises. Le duc de Lorraine et de Bar adresse aux puissances intéressées une Protestation le 20 avril. Ces clauses finirons par être abandonnées.
- Naissance de Léopold Ier, duc de Lorraine et de Bar

#### Années 1680

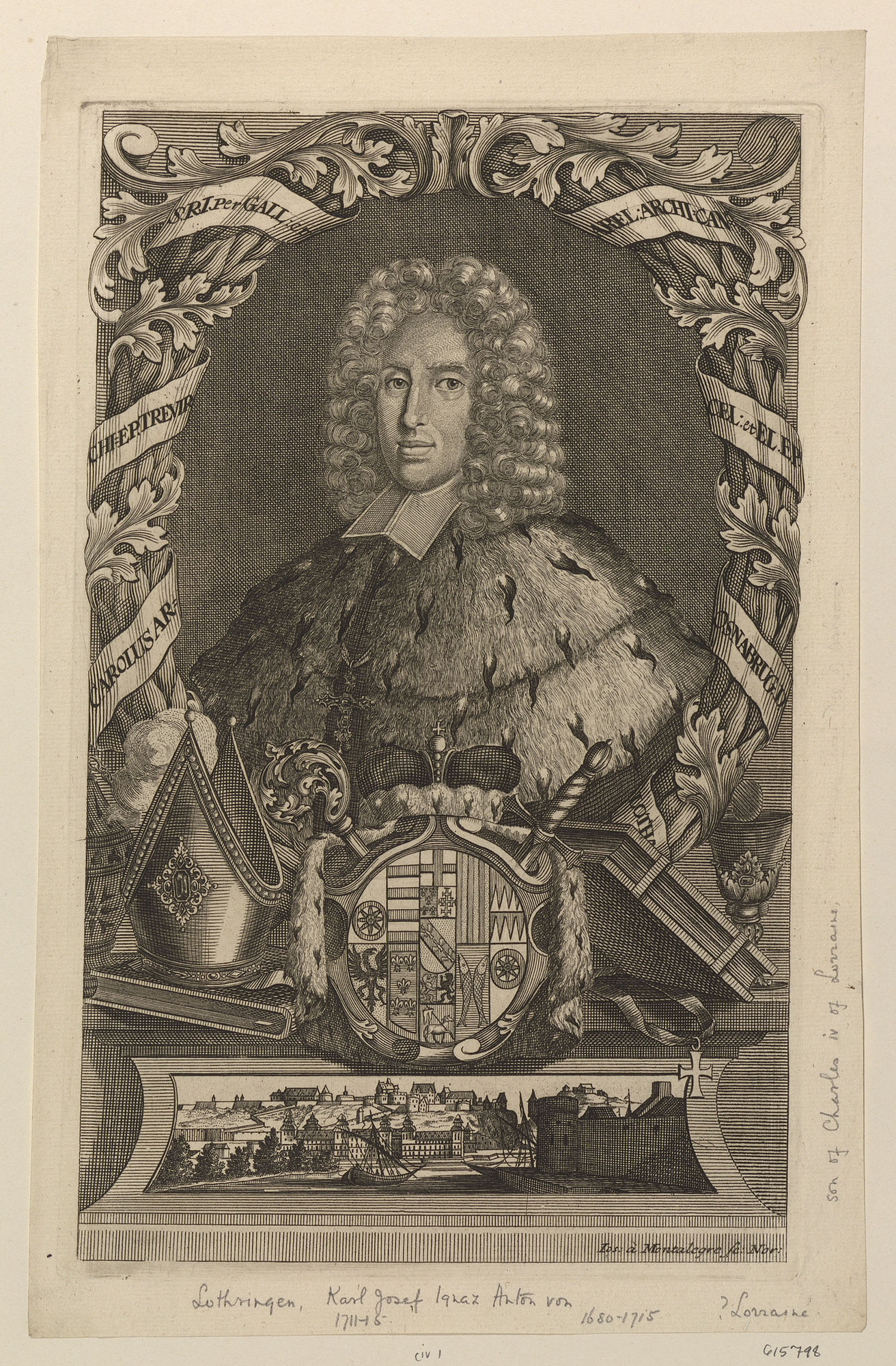
Charles-Joseph de Lorraine

- 1680 : naissance de Charles-Joseph de Lorraine, évêque d'Olmütz en 1695 et prince-évêque d'Osnabrück en 1698 puis archevêque-électeur de Trêves .
- 1682, 12 mai : les secousses d'un tremblement de terre font s'écrouler les voûtes du transept de l'église de l'Abbaye de Remiremont. Le roi Louis XIV, dont les armées occupent alors le duché de Lorraine, fait un don de 6 000 livres pour la reconstruction de l'abbatiale[13].
- 1683 : Charles V, chef des troupes impériales défend Vienne contre 200 000 Turcs, et participe à la rupture du siège à l'arrivée des renforts conduits par Jean III Sobieski[14].
- 1685 :
  - la Lorraine et le Barrois échappent presque entièrement aux conséquences de la révocation de l'édit de Nantes, le pays messin est le plus éprouvé de la région.
  - Une forte émigration messine vers Berlin est liée à la révocation de l’édit de Nantes, ou édit de Fontainebleau, par lequel, le 17 octobre 1685, le roi de France Louis XIV interdit l’exercice du culte protestant dans le royaume de France. Cette décision met en péril la communauté protestante calviniste de Metz, et entraîne son exode massif. Ainsi, dans le sillage de David Ancillon, 426 familles originaires de Metz – au moins 1 600 personnes – vont suivre majoritairement leurs pasteurs à Berlin, Francfort-sur-l'Oder, Heidelberg et Cassel. Au total, 60 000 huguenots opteront pour les états allemands, dont au moins 20 000 pour le seul État de Brandebourg.
  - Naissance de Joseph de Lorraine.
- 1686 : Charles V est victorieux au siège de Buda (1686).
- 1687 : Charles V reconquiert la Hongrie, puis la Slavonie et la Transylvanie. Il bat les turcs à Mohacz, les drapeaux pris aux turcs ornent encore la voûte de l'Église Notre-Dame-de-Bonsecours de Nancy.
- 1689 : naissance François de Lorraine, abbé de Malmédy et de Stavelot

#### Années 1690

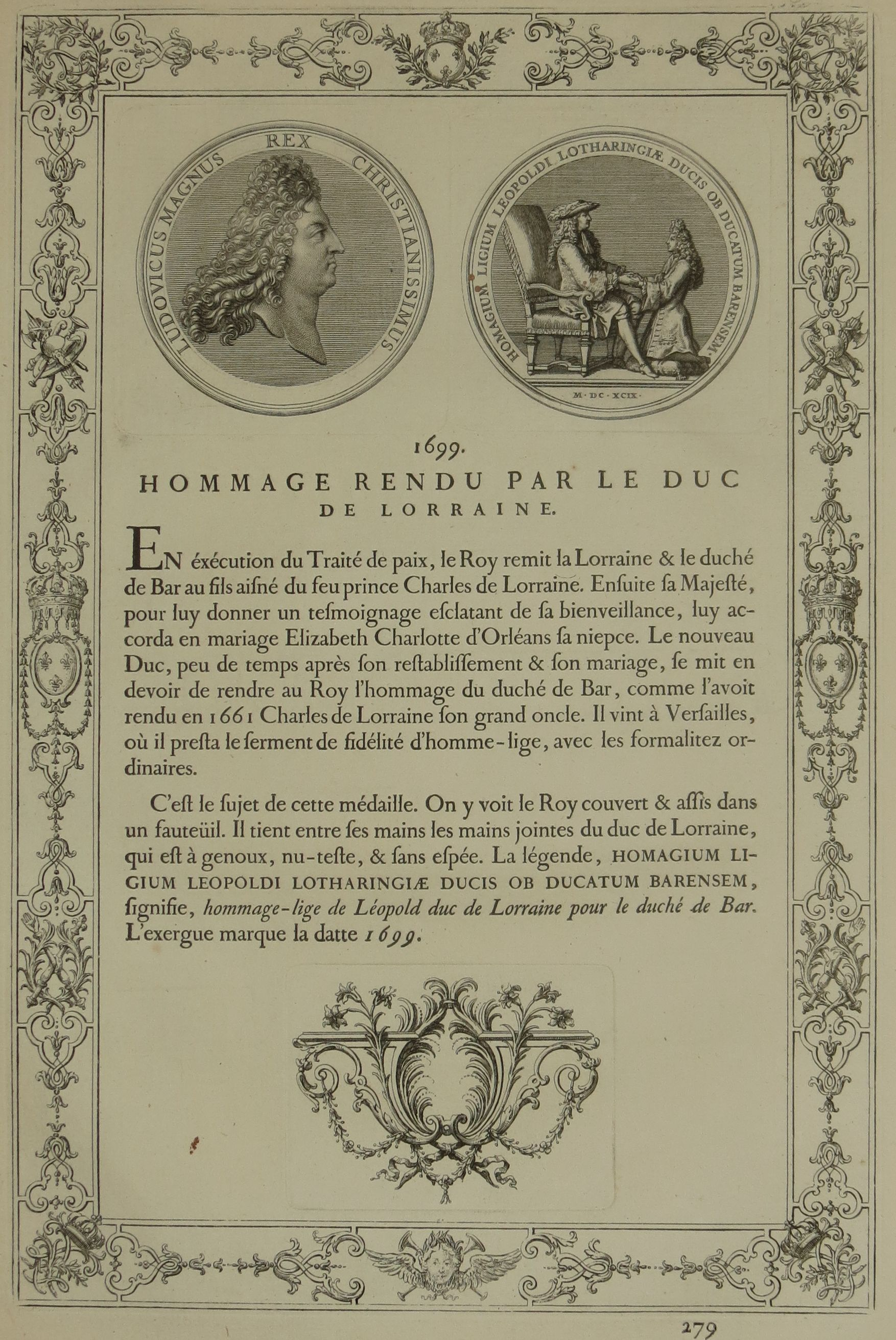
Document relatant l'hommage du Duc de Lorraine au Roi en 1699 commémoré par une médaille, extrait de « Médailles sur les principaux évènements du règne entier de Louis le Grand, avec des explications historiques. » par « Académie des inscriptions et belles-lettres » 1723

- 1690, 18 avril : décès de Charles V de Lorraine, à Wels (Autriche). Si l'on en croit Voltaire[15], Louis XIV, en apprenant sa mort, déclara : J'ai perdu le plus grand, le plus sage et le plus généreux de mes ennemis.
- 1694 : Léopold Ier de Lorraine prend une part active au siège de Temesvár.
- 1695 :
  - naissance du général Chevert.
  - Charles-Joseph devient évêque d'Olmütz.
- 1697 : 
  - le traité de Ryswick, qui terminait la guerre entre l'Empire et la France, enlevait la Lorraine à Louis XIV et la restituait à son duc légitime, Léopold, fils de Charles V, donne le droit de passage aux troupes françaises pour se rendre en Alsace et interdit la reconstruction des places fortes lorraines[16].
  - Henri-Charles du Camboust, duc de Coislin (1710), prélat français né à Paris le 15 septembre 1665 et mort dans la même ville le 28 novembre 1732, neveu de Pierre de Coislin, devient évêque de Metz.
- 1698 : 
  - 17 août : le jeune Léopold Ier arrive à Nancy, pour la première fois de sa vie, il a presque 19 ans.
  - Léopold Ier épouse Élisabeth-Charlotte d'Orléans
  - Charles-Joseph de Lorraine devient prince-évêque d'Osnabrück.

#### Année 1700
- La livre de Lorraine est une ancienne monnaie de compte du duché de Lorraine adoptée en 1700 par le duc Léopold Ier. À partir du milieu du XVIIIe siècle, elle vaut environ 3/4 de livre tournois.
- Ouverture de la Mine d'Hayange[17]

## Naissances

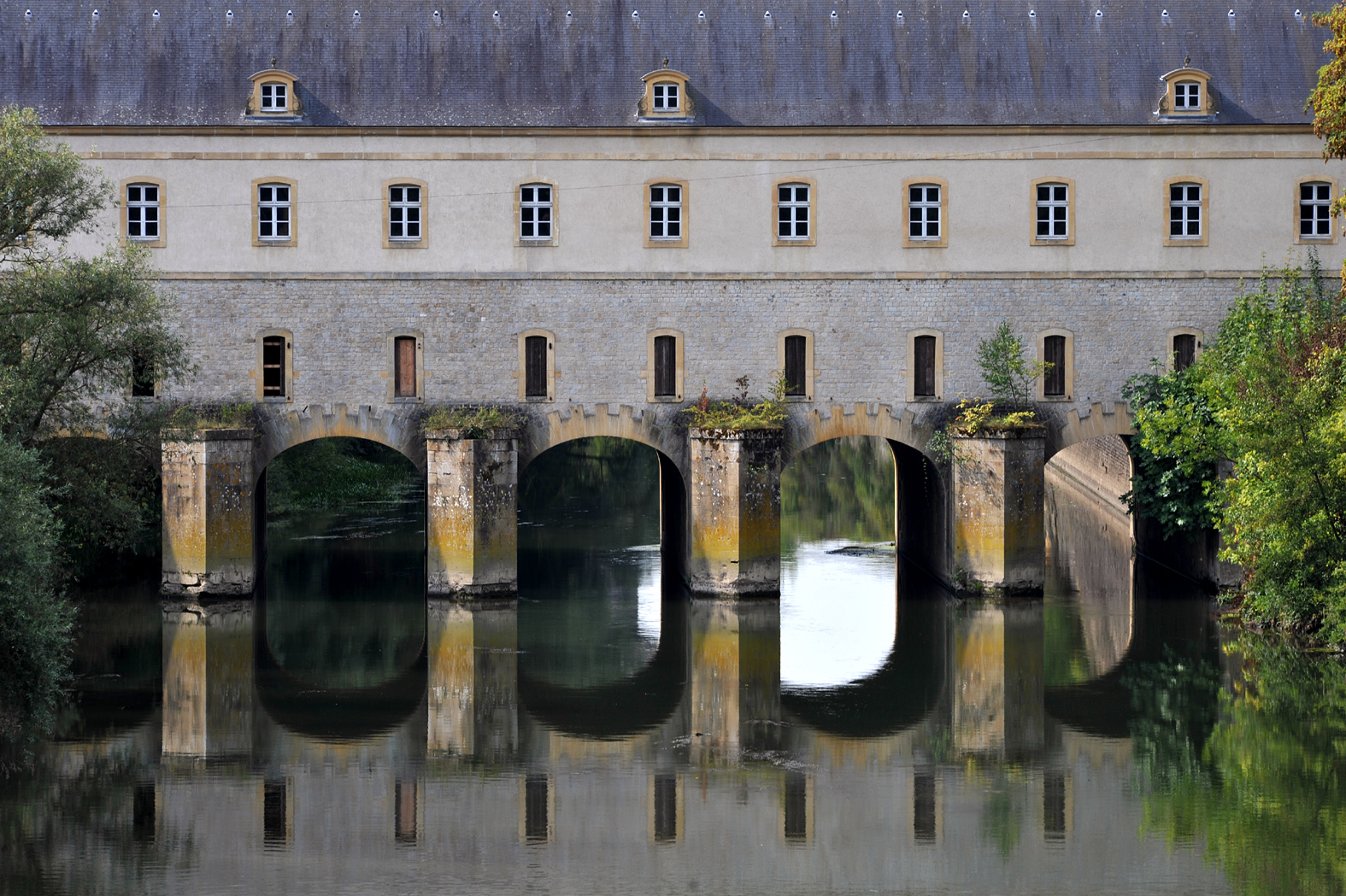
Pont de Cormontaigne ou Pont-écluse sud, un de deux ponts historiques sur le canal des fortifications à Thionville.

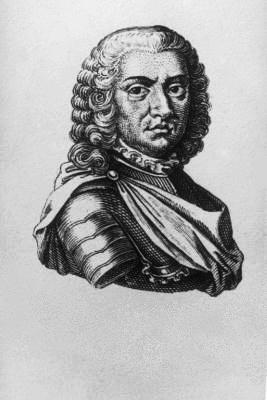
Claude Florimont de Mercy

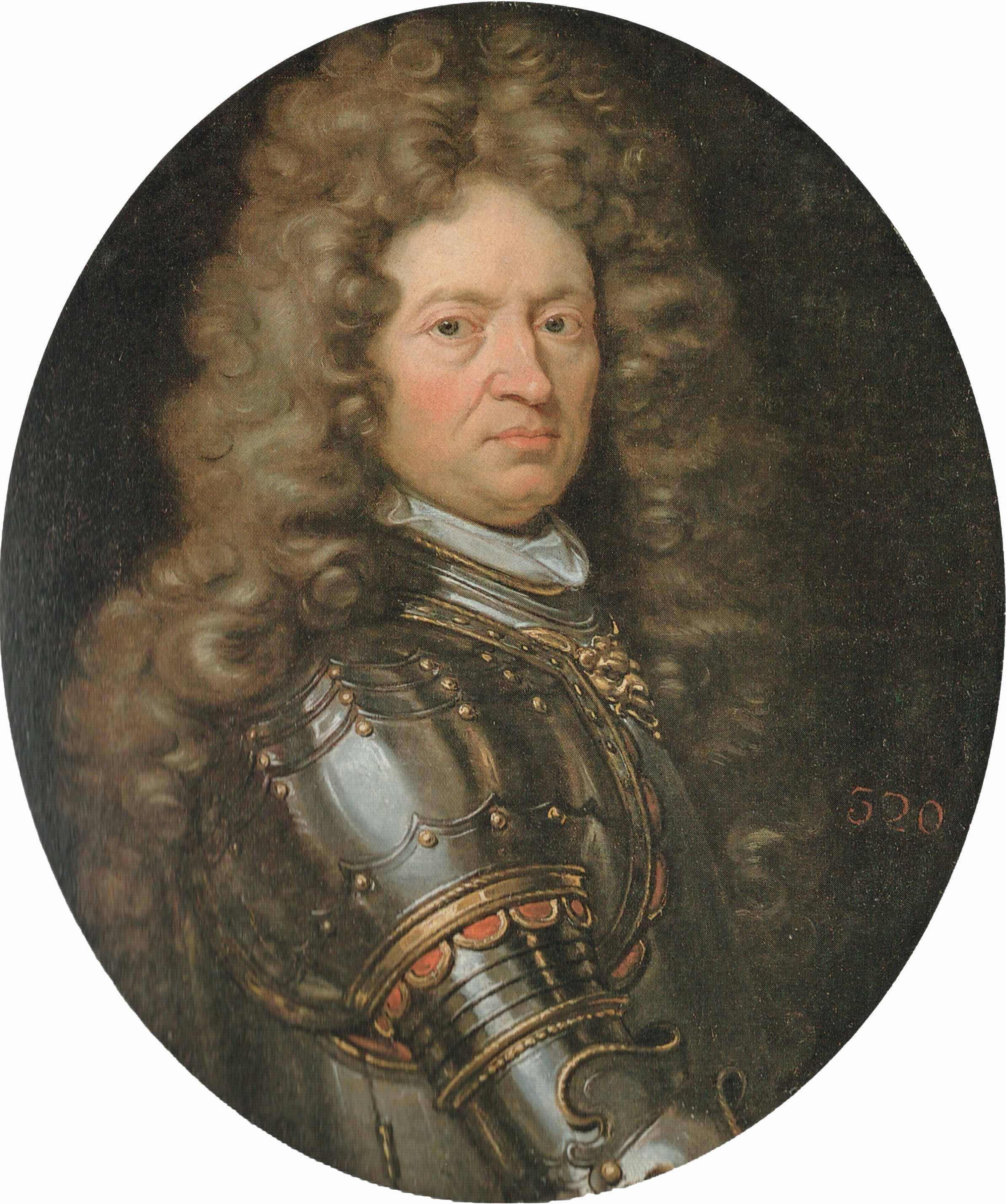
Johann Kasimir Kolbe Reichsgraf von Wartenberg

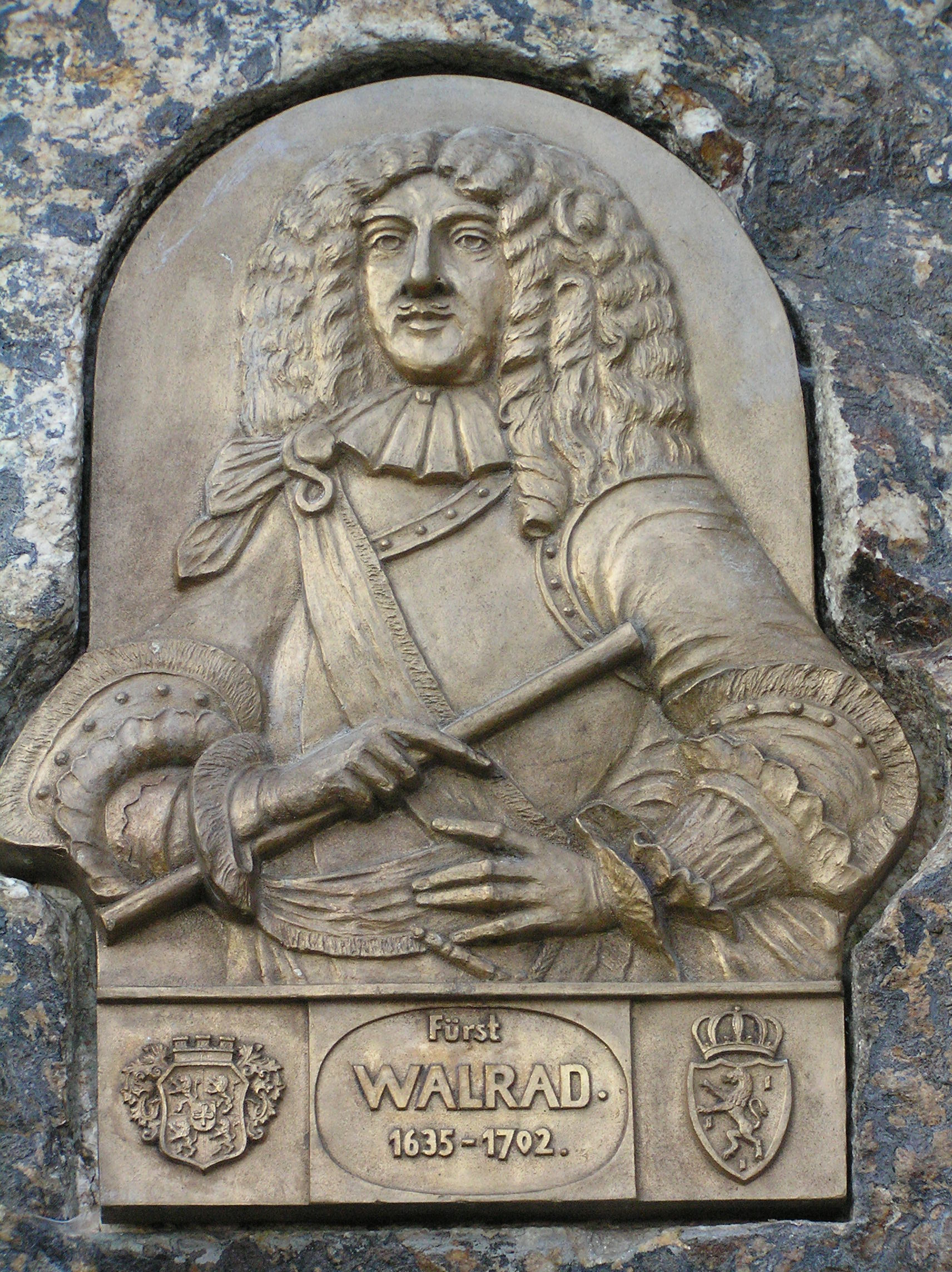
Valéran de Nassau-Usingen

### Années 1600
- 1604, 5 avril à Nancy : Charles de Vaudémont, Charles IV de Lorraine (en allemand Karl IV.), mort le 18 septembre 1675 à Bernkastel, est duc de Lorraine et de Bar, de jure de 1625 à 1675 (de facto de 1625 à 1634, en 1641 et de 1659 à 1670), sous le nom de Charles IV. En tant que descendant de Gérard Ier de Lorraine, il aurait dû être numéroté Charles III de Lorraine, mais les historiographes lorrains, voulant établir la légitimité des ducs de Lorraine et des Guise et les rattacher directement aux Carolingiens, inclurent dans la liste des ducs le Carolingien Charles († 991), duc de Basse-Lotharingie.
- 1605, 7 avril, à Nancy : Henriette de Lorraine (décédée le 16 novembre 1660 à Neufchâteau) dite Henriette de Phalsbourg, était la fille de François, comte de Vaudémont, troisième fils du duc Charles III et de Claude de France, et de Christine comtesse de Salm.
- 1608, 3 octobre à Nancy : Nicole de Lorraine, morte à Paris le 20[18],[19],[20] février 1657 fut duchesse de Lorraine et de Bar du 1er août 1624 au 21 novembre 1625. Elle était fille d'Henri II, duc de Lorraine et de Bar, et de Marguerite de Mantoue.
- 1609 à Nancy : 
  - François Collignon (Nancy, v.1609-Rome, 18 janvier 1687) est un graveur, marchand d'estampes et éditeur français.
  - 6 décembre : Nicolas-François de Vaudémont (décédé le 25 janvier 1670 à Nancy),  cardinal et évêque de Toul de 1624 à 1634, puis duc de Lorraine et de Bar du 19 janvier au 1er avril 1634.

### Années 1610
- 1610 
  - (vers 1610) à Nancy : François Esmez (ou Aymé) est né vraisemblablement vers 1610 à Velaine-sous-Amance, fils de Jean Esmez, secrétaire du duc de Lorraine, substitut du procureur de l’Évêché de Metz et d'Isabelle dite Zabillon Mélian. Officier distingué des troupes du duc Charles IV de Lorraine, il fut l'un des grands défenseurs de La Mothe-en-Bassigny en 1645 où il officiait comme colonel du régiment d’Épinal.
  - 10 janvier à Nancy : Louis Maimbourg, mort le 13 août 1686 à Paris, est un homme d’Église et historien lorrain. Il fut jésuite de 1626 à 1682.
- 1612, 6 octobre à Nancy : Claude-Françoise de Lorraine (décédée le 2 août 1648) fut duchesse de Lorraine de 1634 à 1648.
- 1615, 22 juillet à Nancy : Marguerite de Lorraine, décédée le 13 avril 1672, est une princesse de Lorraine qui fut la seconde épouse de « Monsieur », Gaston de France (1608-1660), frère du roi Louis XIII.
- 1617, 18 mars à Metz : David Ancillon (3 septembre 1692 à Berlin), est un théologien protestant français[21]. Il émigra à Berlin après la révocation de l'édit de Nantes.

### Années 1620
- 1621, 13 août à Nancy : Israël Silvestre, mort à Paris le 11 octobre 1691, dessinateur, graveur et collectionneur d’art lorrain.
- 1624, 31 juillet à Nancy : Henri II dit le Bon (en allemand Heinrich II. der Gute), né à Nancy le 8 novembre 1563, marquis de Pont-à-Mousson, puis duc de Lorraine et de Bar de 1608 à 1624. Il était fils aîné du duc Charles III et de Claude de France, et à ce titre prince héréditaire de Lorraine (c'est-à-dire héritier du duché). Voir la généalogie de la famille de Lorraine.
- 1626 :
  - 19 octobre à Montmédy, alors dans le duché de Luxembourg : Jean V d'Allamont, seigneur de Malandry, baron de Buzy, chevalier-profès de Santiago, tué le 4 août 1657 dans la même ville, est un militaire des Pays-Bas espagnols et le dernier gouverneur, capitaine et prévôt de Montmédy sous autorité espagnole.
  - 18 novembre à Metz : Joseph Ancillon (décédé en 1719) est un juriste lorrain[22]. Émigré huguenot à Berlin, il a fondé la justice française dans le Brandebourg.

### Années 1630
- 1632, 26 décembre à Metz : François Bancelin, mort le 16 décembre 1703 à Berlin, pasteur protestant et professeur de théologie.
- 1635, 24 janvier à Metz : Valéran de Nassau-Usingen (décédé à Ruremonde, le 17 octobre 1702), prince du Saint-Empire romain germanique. Walrad von Nassau-Usingen fut comte, puis prince de Nassau-Usingen, de 1659 à 1702.
- 1636, 12 août à Metz : Marie-Éléonore de Nassau-Weilbourg (1636 - 1678), comtesse de Nassau-Weilbourg.

### Années 1640

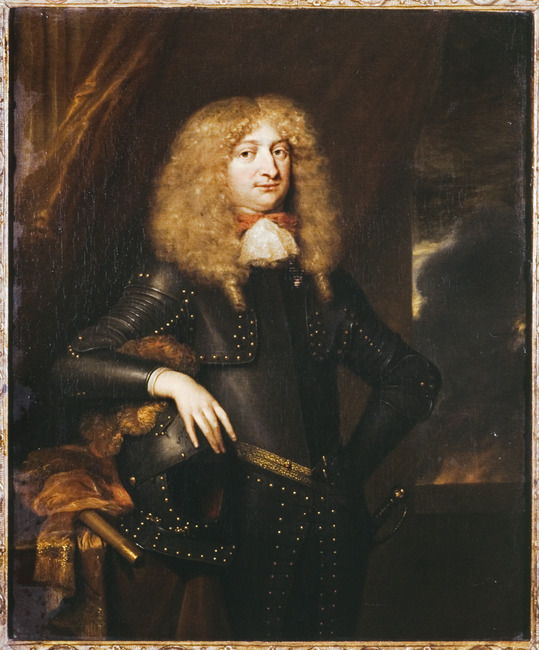
Frédéric de Nassau-Weilbourg

- 1640, 26 avril  à Metz : Friedrich von Nassau-Weilbourg, ou Frédéric de Nassau-Weilbourg (décédé le 8 septembre 1675 à Weilbourg) est un comte du Saint-Empire romain germanique. Il fut comte de Nassau-Weilbourg de 1665 à 1675.
- 1643, 6 février à Metz : Johann Kasimir Kolbe von Wartenberg (décédé le 4 juillet 1712) fut premier ministre du Royaume de Prusse de 1697 à 1710. Le grand-chambellan de Frédéric Ier de Prusse, fut également maréchal du royaume, chancelier de l'Ordre de l'Aigle noir[23] et Statthalter héréditaire de toutes les principautés, comtés et seigneuries de la succession d'Orange[24].
- 1648, 6 mars à Metz : Jean Bernanos, alias Lassonde[25] (mort le 13 juillet 1695 (à 47 ans) à Port-de-Paix), capitaine flibustier et un corsaire français.

### Années 1650

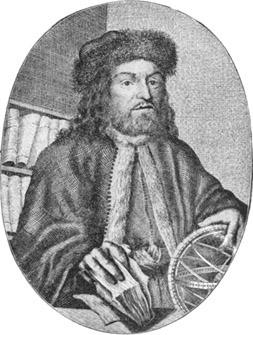
Tobias Cohn

- 1652 à Metz : Tobias Cohn ou Tobias Kohn (en hébreu: Toviyyah ben Moshe ha-Kohen; en polonais: Tobiasz Kohn) (aussi nommé Toviyah Kats) (1652-1729), médecin juif polonais des XVIIe et XVIIIe siècles.
- 1654 à Nancy : Ferdinand de Saint-Urbain, né en 1654 ou en 1658, mort  à Nancy le 10 janvier 1738, est un dessinateur, graveur et architecte lorrain ayant œuvré à Rome, à Nancy et ayant travaillé pour d'autres princes des cours d'Europe.
- 1659, 29 juillet à Metz : Charles Ancillon (décédé le 5 juillet 1715 à Berlin), historien français. Fils de David Ancillon, il a laissé de nombreux ouvrages sur les protestants de France au XVIIe siècle.

### Années 1660
- 1660 à Metz : Jean Manassé d'Orthe (1660-1731), général prussien du XVIIIe siècle. Generalleutnant de Frédéric-Guillaume Ier de Prusse, il commanda les 13e et 22e régiments d'infanterie du Brandebourg.
- 1661 à Nancy : Claude Charles,  mort à Nancy 1747, peintre de l'école française du XVIIIe siècle.
- 1663 
  - à Bruyères : Jean-François Humbert, comte de Girecourt, homme d'État qui servit le duché de Lorraine. Il mourut à Nancy en 1754.
  - à Metz : Charles Dolzé (décédé en 1701), missionnaire français. Il a été parmi les premiers jésuites français envoyés en Chine.

- 1665 à Metz : Louise Charbonnet[26] (1665 - 1739), pédagogue piétiste française. Auteur de plusieurs ouvrages pédagogiques, elle dirigea le « Gynäceum » de Halle de 1709 à 1739[27]
- 1666 à Longwy : le comte Claude Florimond de Mercy (Décédé à Parme, 29 juin 1734), feld-maréchal du Saint Empire.
- 1667 
  - à Metz : Jean François Baltus, mort le 9 mars 1743 à Reims (France) est un prêtre jésuite français, théologien, orateur et écrivain.
  - 3 juin [28] à Metz dans les Trois-Évêchés : Louis de Chérisey , général français du règne de Louis XV. Il fut président de la noblesse du bailliage de Metz[29].

### Années 1670
- 1670, 
  - 22 février à Metz : David Ancillon (décédé à Berlin en 1723) est un pasteur et aventurier allemand[30].
  - 28 octobre : Jacob-Sigisbert Adam (mort à Nancy le 6 mai 1747) , sculpteur français de style baroque.
- 1676, 13 octobre à Metz : Pierre Carita, mort le 16 août 1756 (à 79 ans) à Oder bei Berlin, médecin français. Il fut membre de l’Académie royale des sciences de Prusse.

### Années 1680
- 1686, 
  - Claude Jacquart ou  Jacquand Claude, Jacquand Claudius , peintre Lorrain, baptisé à Nancy le 7 avril 1686[31] et mort en cette même ville le 8 juillet 1736.
  - 6 septembre à Toul : Christophe Moucherel, mort en 1761, facteur d'orgue.

### 1690 et après
- 1695 : 

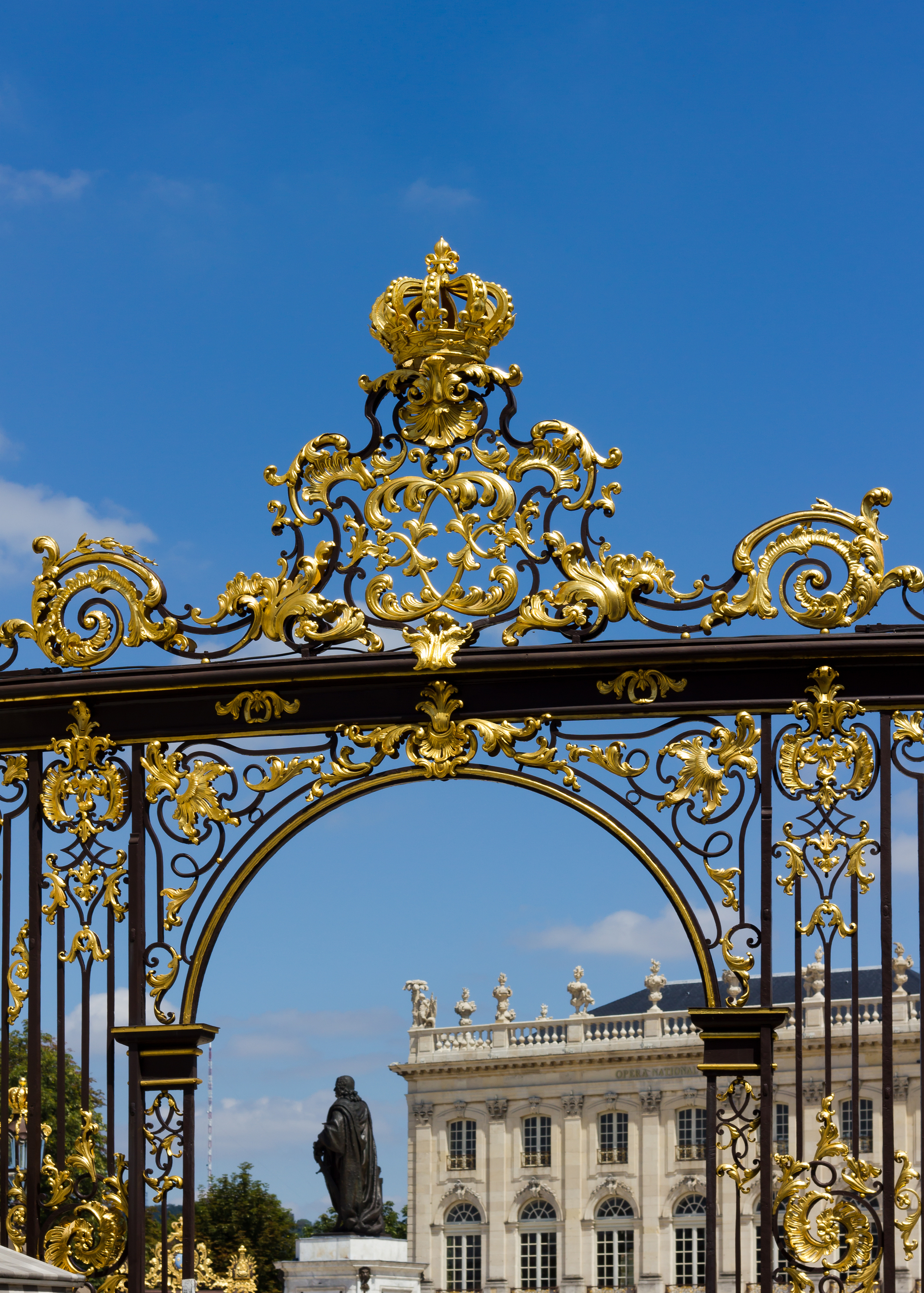
Une grille de Jean Lamour sur la place Stanislas à Nancy

  - Louis de Cormontaigne, né à Strasbourg en 1695 et mort à Metz le 20 octobre 1752, est un architecte français.
  - 11 février à Nancy : Françoise de Graffigny née d’Issembourg du Buisson d’Happoncourt , morte le 12 décembre 1758 à Paris, est une femme de lettres lorraine.
- 1697, à Neufchâteau : Dominique-François Rivard, mort le 5 avril 1778 (le 8 avril 1778 selon Lalande) à Paris sur la paroisse de Saint-Louis en l’Île, mathématicien et philosophe lorrain, puis français après 1766.
- 1698, 16 mars à Nancy : Jean Lamour (mort le 20 juin 1771 à Nancy), serrurier et ferronnier lorrain au service du roi de Pologne, duc de Lorraine, Stanislas Leszczynski.
- 1700, 10 octobre : Lambert Sigisbert Adam, dit Adam l'Aîné, (mort à Paris le 12 mai 1759), sculpteur français.

## Décès

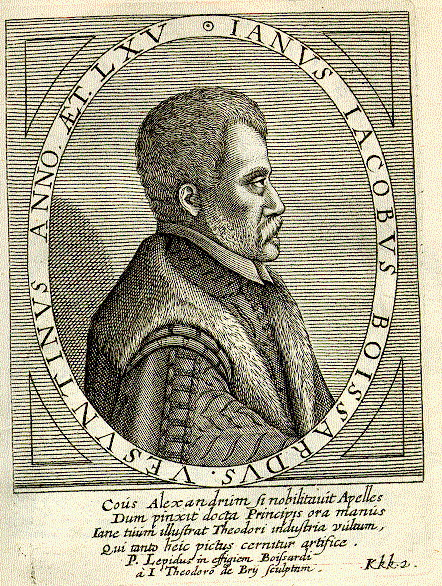
Jean Jacques Boissard

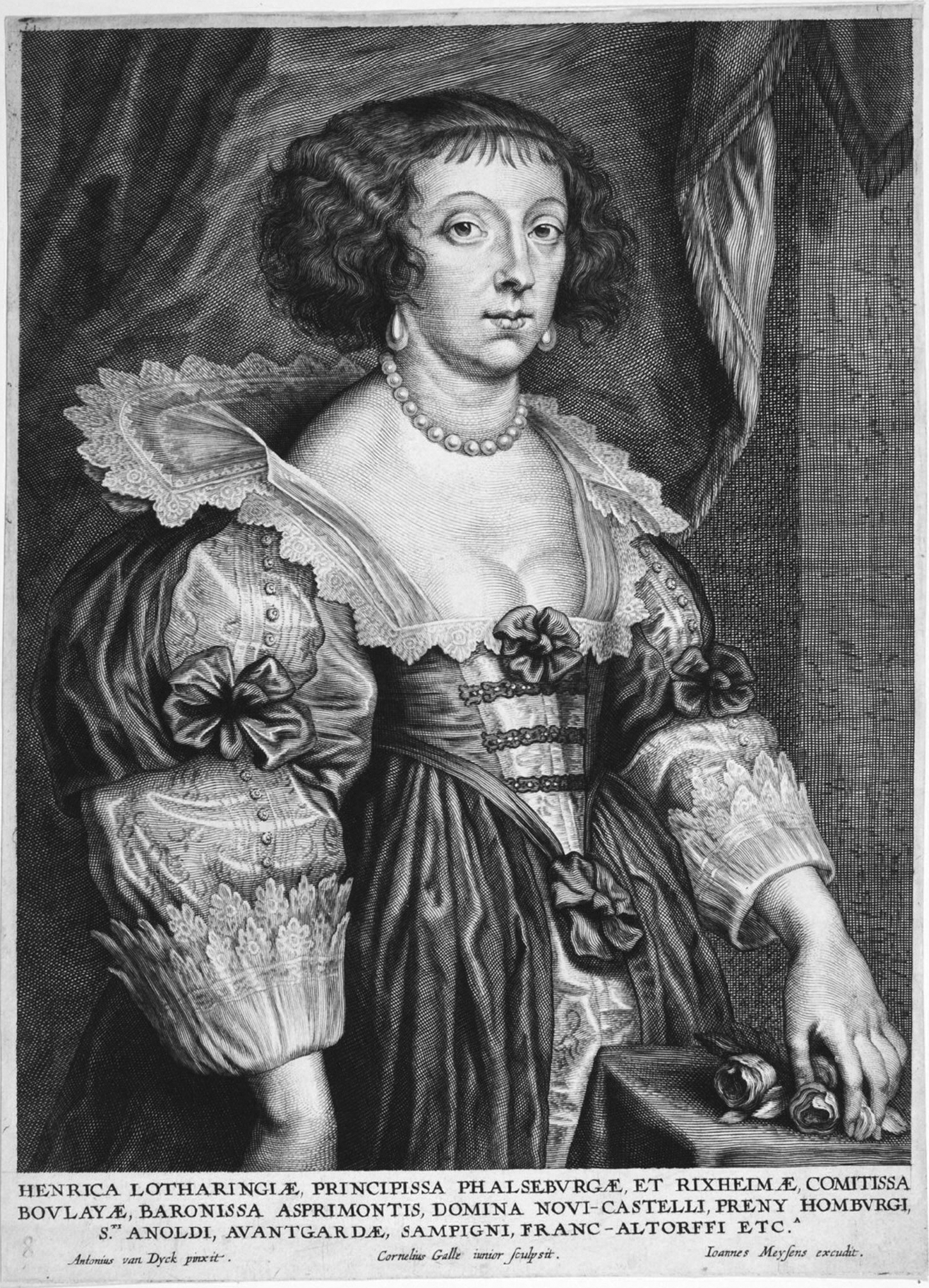
Henriette de Lorraine, Princesse de Phalsbourg (1605 - 1660)

- 1601, 29 janvier : Louise de Lorraine, épouse du roi Henri III, reine de France de 1575 à 1589 (° 30 avril 1553).
- 1602, 
  - 19 février : Philippe-Emmanuel de Lorraine, duc de Mercœur et de Penthièvre, marquis de Nomeny, baron d'Ancenis, gouverneur de Bretagne, né à Nomeny (Lorraine) le 9 septembre 1558, dernier ligueur rallié à Henri IV.
  - 30 octobre à Metz : Jean-Jacques Boissard, né à Besançon en 1528, est un antiquaire et poète néolatin français.
- 1607, 24 novembre à Nancy : Charles de Lorraine, né à Nancy le 1er juillet 1567, prince de la maison de Lorraine qui fut cardinal, évêque de Metz de 1578 à 1607, primat de Lorraine de 1602 à 1607 et  évêque de Strasbourg de 1604 à 1607. Un bouc-émissaire fut accusé de lui avoir jeté un sort et fut condamné au bûcher[32].
- 1608, 14 mai à Nancy : Charles III de Lorraine (né le 18 février 1543 à Nancy) duc de Lorraine et de Bar.
- 1616 à Nancy : Jacques Bellange appelé aussi Jacques de Bellange, né en Bassigny vers 1575, peintre, dessinateur et aquafortiste lorrain au service de la maison ducale.
- 1623, 
  - 27 avril à Nancy : Éric de Lorraine-Chaligny, né à Nancy le 14 mars 1576, évêque de Verdun de 1593 à 1611. Il est fils de Nicolas de Lorraine, duc de Mercœur, et de Catherine de Lorraine.
  - 18 août à Metz : Lazare de Selve, poète français. Il fut actif de la fin du XVIe siècle au début du XVIIe siècle[33].
- 1631, 8 avril à Nancy : Jean L'Hoste, mathématicien, ingénieur, conseiller de guerre et intendant des fortifications du duc de Lorraine. Né à Nancy vers 1586.
- 1632, 
  - 7 février à Nancy : Marguerite de Gonzague ou « de Mantoue » , princesse italienne de la Maison Gonzague, née le 2 octobre 1591 à Mantoue (région de Lombardie, Italie).
  - 14 octobre à Badonviller : François II, duc de Lorraine et de Bar, né à Nancy le 27 février 1572, troisième fils du duc Charles III et de Claude de France. Influencé par son fils le co-duc Charles IV de Lorraine, il fut amené à se faire proclamer duc de Lorraine et de Bar brièvement du 21 au 26 novembre 1625.
- 1633, 20 octobre à Nancy : Jean Le Clerc (naissance à Nancy en août 1586), peintre d'histoire baroque caravagesque rattaché à l'école de Lorraine. Il se met au service de la république de Venise, et est aussi ambassadeur des ducs de Lorraine.
- 1635 :
  - 24 mars[34] à Nancy: Jacques Callot, né à Nancy en 1592[35], est un dessinateur et graveur lorrain, dont l'œuvre la plus connue aujourd'hui est une série de dix-huit eaux-fortes intitulée Les Grandes Misères de la guerre, évoquant les ravages de la Guerre de Trente Ans qui se déroulait alors en Europe[36].
  - vers 1635 : Claude Bassot, peintre lorrain, né à Vittel vers 1580 et mort probablement dans le sud de la Lorraine à une date inconnue peut-être vers 1635. À partir de 1630, il n'y a plus, semble-t-il, d'œuvre reconnue de sa main.
- 1640, 9 décembre : Saint Pierre Fourier, né le 30 novembre 1565 à Mirecourt[37],[38],[39] en Lorraine, est un prêtre catholique et religieux augustin lorrain.
- 1651 :
  - à Nancy : Siméon Drouin (ou Simon Drouin ; Simone ou Simeone Droino en Italien), né en Lorraine à la fin du XVIe siècle (peut-être en 1591)[40] et mort à Nancy vers la fin de l'année 1651[41], sculpteur actif à Rome et à Nancy pendant la première moitié du XVIIe siècle.
  - 14 octobre : Antoine Chaligny, né en 1580 à Nancy , fondeur lorrain.
- 1652, 30 janvier à Lunéville : Georges de La Tour, peintre lorrain, baptisé le 14 mars 1593 à Vic-sur-Seille.
- 1654 à Metz : Samuel Duclos (naissance à Metz, 1589), médecin huguenot français[42]. On lui attribue la paternité du « baume vert de Metz[43] ».
- 1655 à Pont-à-Mousson : Nicolas Abram (né en 1589 à Xaronval), jésuite lorrain, philologue et historien, professeur de belles-lettres et d'Écriture sainte.
- 1657, 4 août à Montmédy : Jean V d'Allamont, seigneur de Malandry, baron de Buzy, chevalier-profès de Santiago, né le 19 octobre 1626 à Montmédy, alors dans le duché de Luxembourg, militaire des Pays-Bas espagnols et dernier gouverneur, capitaine et prévôt de Montmédy sous autorité espagnole.
- 1660 à Neufchâteau : Henriette de Lorraine (née le 7 avril 1605 à Nancy) dite Henriette de Phalsbourg, était la fille de François, comte de Vaudémont, troisième fils du duc Charles III et de Claude de France, et de Christine comtesse de Salm.
- 1669, 28 décembre à Metz : Paul Ferry ou (beaucoup plus rarement) Ferri[44] (né le 24 février 1591 à Metz), pasteur protestant et un théologien français[45]. Il fut pasteur de l'Église réformée de Metz, de 1612 à 1669[46].
- 1672, 10 juin à Nancy : Henry de Lorraine (né en 1596), fils d'Henri de Lorraine, comte de Chaligny et marquis de Moy, né à Nancy le 31 juillet 1570 et mort à Vienne le 26 novembre 1600, et de Claude de Moy (1572 † 1627), marquise de Moy.
- 1687, 18 janvier : François Collignon (né à Nancy, v.1609) est un graveur, marchand d'estampes et éditeur français.
- 1693, 16 mars à Metz : Gershon Ashkenazi né en 1618 à Ulf, rabbin éminent et autorité religieuse respectée. Son nom de famille original est Ulif (Olive ?), son surnom Ashkenazi est usuellement conféré en Pologne aux Juifs dont la famille est originaire d'Allemagne. Il est considéré comme un des plus grands poskim (autorité religieuse) de son époque.